# カール・ジェンキンス
カール・ジェンキンス（Karl Jenkins, 1944年2月17日 - ）は、イギリス・ウェールズ出身のジャズ系のミュージシャン。ピアノ、オーボエ、バリトンサクソフォーン奏者、作曲家。

## 概略
カーディフ大学、ロンドン王立音楽院卒業。OBE（大英帝国勲位）、音楽学士、王立音楽院評議員、王立音楽院準会員、王立音楽院修士、ウェールズ王立音楽演劇学院評議員、トリニティ・カレッジ・カーマーゼン評議員。

## 経歴
ウェールズ人の父とドイツ人の血を引く母との間に生まれ、幼少期に教会の聖歌隊長を務めていた父の影響で、ピアノやオーボエを習い始める。
その後、ウェールズ国立ユース・オーケストラの首席奏者となる。
大学卒業後は1969年に結成されたジャズロックグループ、ニュークリアスのメンバーとなり、多くの作曲と演奏に関わる。1972年に同じくジャズロックユニット、ソフト・マシーンに参加。
1980年代にはソフト・マシーンのメンバーであったマイク・ラトリッジと共にCM等の作曲や製作活動を行った。その成果あって、D&ADの賞「ベスト・ミュージック」を受賞。
1990年代には彼がプロデュースするアディエマスのデビューアルバム『聖なる海の歌声』が世界的にヒット。
また日本でもフィギュアスケート選手である村主章枝のために書き下ろした「ファンタジア」が村主の2006年 - 2007年シーズンのフリースケーティングで使用された。